# Scherenfernrohr

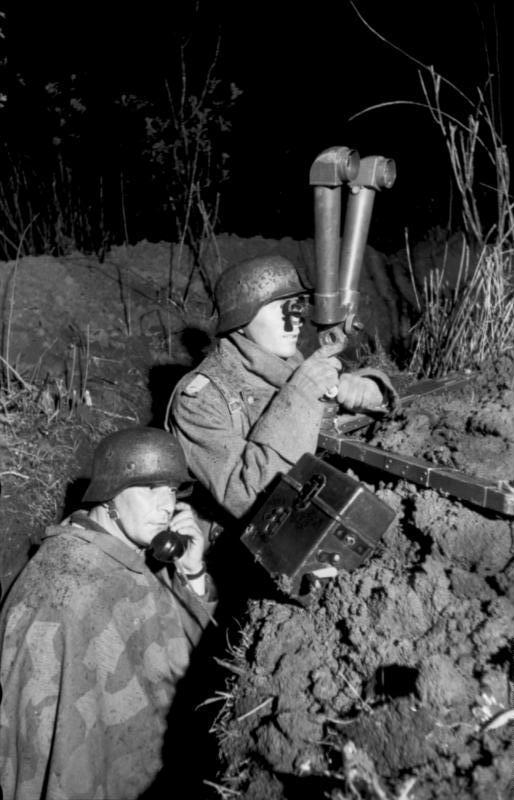
Deutscher Artilleriebeobachter mit Scherenfernrohr (1943)

Ein Scherenfernrohr (auch Relieffernrohr) ist eine besondere Art eines Telestereoskops, eines binokularen Fernrohrs, bei dem die beiden  Objektive durch die  scheren- oder V-förmige Konstruktion möglichst weit voneinander entfernt und einige Dezimeter über dem Kopf des Beobachters liegen. Das Bild wirkt dadurch plastischer, was eine bessere Distanzunterscheidung ermöglicht. Mit nahezu parallel gestellten Rohren dient das Scherenfernrohr als Periskop. Zur Vermeidung von verwackelten Bildern wird es meist auf ein Stativ aufgesetzt.
Scherenfernrohre wurden oft im Militär eingesetzt, um zur Beobachtung nicht aus der Deckung gehen zu müssen, und zur optischen Entfernungsmessung über den Winkel der Parallaxe. Manche, besonders geodätisch nutzbare Geräte lassen sich horizontal so weit ausklappen, dass die zwei Objektive eine meterlange optische Basislinie für genauere Entfernungsmessung bilden.